# Carlos Iturgaiz Angulo
Carlos José Iturgaiz Angulo (Santurtzi, 20 d'octubre de 1965) és un polític espanyol, dirigent del Partit Popular del País Basc i antic diputat al Parlament Europeu.

## Biografia
Amb família d'orígens carlistes, va estudiar en el Col·legi Santa María de Portugalete. Va iniciar estudis de llengües clàssiques, que abandonaria per titular-se com a professor d'acordió.
La seva trajectòria política s'inicia com apoderat de les Juntes Generals de Biscaia i com a regidor de l'Ajuntament de Bilbao l'any 1991. En el primer càrrec estaria fins a 1993, mentre que en el segon estaria fins a 1995. A les eleccions al Parlament Basc de 1994 fou cap de llista pel PP en substitució de Jaime Mayor Oreja, que anava a Madrid. Nomenat secretari general del PP Basc, va repetir a les eleccions al Parlament Basc de 1998 i de 2001, però no assolí desplaçar del poder al PNB.
L'any 2003 arribaria a ser sancionat amb un mes de suspensió de les seves funcions de parlamentari al demostrar-se que havia votat en nom de Jaime Mayor Oreja en una votació al parlament basc on aquest estava absent.
El 2004 fou elegit diputat al Parlament Europeu pel Partit Popular. Fou elegit diputat al Parlament Europeu a les eleccions de 2004. Ha actuat com a observador internacional de processos electorals a diversos països d'Amèrica Llatina. No obstant això, va fer declaracions favorables al discutit procés electoral d'Hondures en 2009, atacant simultàniament l'actitud de governs d'esquerra. Igualment controvertida va ser la seva expulsió de Veneçzuela on acompanyava Luis Herrero qui es va dedicar a intervenir en política interna contra el gobierno.
Al llarg de la seva carrera política s'ha distingit per la seva bel·ligerància contra els dirigents de l'esquerra abertzale, tot i que també ha defensat l'escolarització dels seus fills en el model D, que inclou l'euskera com a llengua vehicular.
A l'abril de 2013, en una compareixença davant la Comissió de Peticions de l'Eurocambra, va comparar els escarnis reivindicatives de la Plataforma d'Afectats per la Hipoteca (PAH) durant 2013 amb les accions de grups independentistes bascos durant 1996 i va acusar l'organització ciutadana PAH d'haver començat una campanya d'“assetjament i intimidació” als càrrecs electes del seu partit. L'abril del 2019 va anunciar que deixava la política, després de veure's relegat al lloc 17 de la llista a les eleccions al Parlament Europeu.
El 23 de febrer de 2020 el president del PP Pablo Casado va anunciar que Alfonso Alonso no seria candidat a les eleccions al Parlament Basc de 2020 malgrat que s'havia anunciat la seva candidatura per negar-se a la coalició amb Ciudadanos, nomenant Iturgaiz, representant de l'ala més conservadora del partit i a qui s'ha recriminat la manca de renovació de discurs després de la desaparició d'Euskadi Ta Askatasuna (ETA), causant la seva dimissió com a president del Partit Popular del País Basc i sent rellevat per Iturgaiz. El PP es va presentar en coalició amb Ciutadans, formant la coalició PP+Cs, que va aconseguir els pitjors resultats del PP des de l'època d'Aliança Popular, en una jornada electoral marcada per la baixa participació. La coalició PP+Cs va aconseguir 6 parlamentaris, tres per Àlaba, dos per Biscaia i un per Guipúscoa. El seu mandat acabà en novembre de 2023, quan fou rellevat per Javier de Andrés, nomenat president i candidat del Partit Popular del País Basc a les eleccions al Parlament Basc de 2024.